# ملوین لاکس
 ملوین لاکس (انگلیسی: Melvin Lax؛ زاده ۸ مارس ۱۹۲۲ درگذشته ۸ دسامبر ۲۰۰۲) یک فیزیک‌دان اهل ایالات متحده آمریکا بود.